# Lisandro Alzugaray
Lisandro Joel Alzugaray (Viale, Argentina; 17 de abril de 1990) es un futbolista argentino. Juega como mediocampista ofensivo o enganche y su equipo actual es Liga Deportiva Universitaria de la Serie A de Ecuador.

## Trayectoria
Alzugaray puso en marcha su carrera profesional con un fichaje de cuatro años con Atlético Paraná, después de haber jugado en el Lanús en la categoría juvenil. Primero fue trasladado al primer equipo para la campaña del Torneo Argentino C 2009-10, pero no apareció cuando el club fue ascendido al Torneo Argentino B. Alzugaray hizo sus primeras apariciones durante la siguiente campaña, anotando finalmente veintinueve goles en ochenta y siete partidos con el Atlético Paraná. El 9 de julio de 2013 fichó por el Chaco For Ever del Torneo Argentino A. Hizo su debut contra Juventud Unida el 18 de agosto, antes de marcar su primer gol en marzo de 2014 contra San Jorge.
Completó un regreso al Atlético Paraná del Torneo Federal A recién ascendido el 30 de junio de 2014. Anotó cinco veces en la temporada 2014 cuando el club ganó promociones consecutivas, venciendo a Sportivo Patria en los play-offs por un lugar en la Primera B Nacional 2015. Posteriormente jugó en sesenta y tres partidos de segunda división y anotó cuatro goles en las siguientes tres campañas.
En enero de 2017, Alzugaray abandonó su tierra natal por primera vez después de aceptar unirse al San José de la Primera División de Bolivia; sin embargo se marchó nueve meses después y se reunió con el Chaco For Ever del Torneo Federal A, donde anotó dos goles en diecisiete partidos.
El 8 de agosto de 2018, Alzugaray completó su paso al Newell's Old Boys de la Primera División de Argentina. Su debut llegó el 25 de octubre contra Estudiantes de La Plata, que fue una de las cuatro apariciones del club antes de partir al Central Córdoba en julio de 2019. Después de anotar goles en la temporada 2019-20 contra Talleres, Villa Mitre (copa), San Lorenzo (2) y Arsenal de Sarandí, Alzugaray se dirigió al extranjero por segunda vez después de firmar con el Aucas de la Serie A de Ecuador en julio de 2020. Anotó contra Mushuc Runa, Emelec, Guayaquil City, Independiente del Valle, Macará y Barcelona en su clasificación para la Copa Sudamericana.
El 26 de diciembre de 2020 fue anunciado como un nuevo fichaje para 2021 por la Universidad Católica de Ecuador; que acababa de asegurarse un lugar en la Copa Libertadores.
El 1 de agosto de 2022 se anunció su transferencia al fútbol de medio oriente, su pase fue comprado por el Al-Ahli Saudí de la Segunda División de Arabia Saudita. El 7 de diciembre de 2022 se hizo oficial su cesión por una temporada con opción a compra a Liga Deportiva Universitaria de Ecuador.

## Estadísticas

### Clubes
Actualizado al último partido disputado el 17 de agosto de 2025.
| Club                                   | Div.          | Temporada     | Liga  | Liga  | Copas nacionales | Copas nacionales | Copas internacionales | Copas internacionales | Total | Total | Total  |
| Club                                   | Div.          | Temporada     | Part. | Goles | Part.            | Goles            | Part.                 | Goles                 | Part. | Goles | Asist. |
| -------------------------------------- | ------------- | ------------- | ----- | ----- | ---------------- | ---------------- | --------------------- | --------------------- | ----- | ----- | ------ |
| Atlético Paraná Argentina              | 3.ª           | 2011-12       | 0     | 0     | 1                | 0                | —                     | —                     | 1     | 0     | 0      |
| Atlético Paraná Argentina              | 3.ª           | 2012-13       | 0     | 0     | 0                | 0                | —                     | —                     | 0     | 0     | 0      |
| Chaco For Ever Argentina               | 3.ª           | 2013-14       | 29    | 1     | 3                | 0                | —                     | —                     | 32    | 1     | 0      |
| Atlético Paraná Argentina              | 3.ª           | 2014-15       | 16    | 5     | 0                | 0                | —                     | —                     | 16    | 5     | 0      |
| Atlético Paraná Argentina              | 2.ª           | 2015          | 33    | 1     | 0                | 0                | —                     | —                     | 33    | 1     | 0      |
| Atlético Paraná Argentina              | 2.ª           | 2016          | 21    | 3     | 1                | 1                | —                     | —                     | 22    | 4     | 0      |
| Atlético Paraná Argentina              | 2.ª           | 2016-17       | 9     | 0     | 0                | 0                | —                     | —                     | 9     | 0     | 0      |
| Atlético Paraná Argentina              | Total club    | Total club    | 79    | 9     | 2                | 1                | 0                     | 0                     | 81    | 10    | 0      |
| San José · Bolivia                     | 1.ª           | 2016-17       | 18    | 6     | —                | —                | —                     | —                     | 18    | 6     | 0      |
| San José · Bolivia                     | Total club    | Total club    | 18    | 6     | 0                | 0                | 0                     | 0                     | 18    | 6     | 0      |
| Chaco For Ever Argentina               | 3.ª           | 2017-18       | 17    | 2     | 0                | 0                | —                     | —                     | 17    | 2     | 0      |
| Chaco For Ever Argentina               | Total club    | Total club    | 46    | 3     | 3                | 0                | 0                     | 0                     | 49    | 3     | 0      |
| Newell's Old Boys Argentina            | 1.ª           | 2018-19       | 4     | 0     | 0                | 0                | —                     | —                     | 4     | 0     | 0      |
| Newell's Old Boys Argentina            | Total club    | Total club    | 4     | 0     | 0                | 0                | 0                     | 0                     | 4     | 0     | 0      |
| Central Córdoba (SdE) Argentina        | 1.ª           | 2019-20       | 18    | 4     | 7                | 1                | —                     | —                     | 25    | 5     | 3      |
| Central Córdoba (SdE) Argentina        | Total club    | Total club    | 18    | 4     | 7                | 1                | 0                     | 0                     | 25    | 5     | 3      |
| Aucas · Ecuador                        | 1.ª           | 2020          | 18    | 6     | 0                | 0                | 0                     | 0                     | 18    | 6     | 2      |
| Aucas · Ecuador                        | Total club    | Total club    | 18    | 6     | 0                | 0                | 0                     | 0                     | 18    | 6     | 2      |
| Universidad Católica · Ecuador         | 1.ª           | 2021          | 24    | 15    | 0                | 0                | 4                     | 0                     | 28    | 15    | 6      |
| Universidad Católica · Ecuador         | 1.ª           | 2022          | 14    | 5     | 0                | 0                | 7                     | 0                     | 21    | 5     | 8      |
| Universidad Católica · Ecuador         | Total club    | Total club    | 38    | 20    | 0                | 0                | 11                    | 0                     | 49    | 20    | 14     |
| Al-Ahli Saudí Arabia Saudita           | 2.ª           | 2022-23       | 0     | 0     | 0                | 0                | —                     | —                     | 0     | 0     | 0      |
| Al-Ahli Saudí Arabia Saudita           | Total club    | Total club    | 0     | 0     | 0                | 0                | 0                     | 0                     | 0     | 0     | 0      |
| Liga Deportiva Universitaria · Ecuador | 1.ª           | 2023          | 30    | 5     | 0                | 0                | 11                    | 4                     | 41    | 9     | 3      |
| Liga Deportiva Universitaria · Ecuador | 1.ª           | 2024          | 24    | 6     | 3                | 0                | 11                    | 3                     | 38    | 9     | 5      |
| Liga Deportiva Universitaria · Ecuador | 1.ª           | 2025          | 23    | 6     | 2                | 0                | 7                     | 3                     | 32    | 9     | 4      |
| Liga Deportiva Universitaria · Ecuador | Total club    | Total club    | 77    | 17    | 5                | 0                | 29                    | 10                    | 111   | 27    | 12     |
| Total carrera                          | Total carrera | Total carrera | 298   | 65    | 17               | 2                | 40                    | 10                    | 355   | 77    | 31     |
| 1. 2.                                  |               |               |       |       |                  |                  |                       |                       |       |       |        |

## Palmarés

### Campeonatos nacionales
| Título               | Club                         | Año  |
| -------------------- | ---------------------------- | ---- |
| Serie A de Ecuador   | Liga Deportiva Universitaria | 2023 |
| Serie A de Ecuador   | Liga Deportiva Universitaria | 2024 |
| Supercopa de Ecuador | Liga Deportiva Universitaria | 2025 |

### Campeonatos internacionales
| Título            | Club                         | Año  |
| ----------------- | ---------------------------- | ---- |
| Copa Sudamericana | Liga Deportiva Universitaria | 2023 |

### Distinciones individuales
| Distinción                        | Año  |
| --------------------------------- | ---- |
| 11 ideal de la Serie A de Ecuador | 2021 |